# Островной мост (Рига)
Островно́й мост (латыш. Salu tilts) — мостовой переход через Даугаву в Риге. Самый длинный мостовой переход в Риге (длина 3,5 км), включает в себя 21 сооружение (2 больших моста, 9 эстакад, 5 путепроводов, 3 туннеля и 2 моста через протоки).
Открыт 10 декабря 1976 года и первоначально назывался Московским. Современное название мосту присвоено в 1991 году.

## Расположение
Мост соединяет улицы Лачплеша и Краста (правый берег) с островами Закюсала, Луцавсала и левобережьем Даугавы (Пардаугавой), где его продолжением является Карля Улманя гатве.
Выше по течению находится Южный мост, ниже — Железнодорожный мост.

## История
Проект моста был разработан в ленинградском проектном институте «Ленгипротрансмост» и латвийском проектном институте «Латгипрогорстрой» («Pilsētprojekts»).
Мост монтировали из крупных блоков, собранных из отдельных небольших коробчатых блоков и доставленных в пролёт по воде на специальных стальных понтонах. Последний блок, длиной около 90 м и весом 4000 т, был доставлен на место и установлен в проектное положение за 3 ч 40 мин. Для его транспортировки потребовалось более 100 понтонов.
Открыт в декабре 1976 года. В 1978 году проектировщики моста З.С. Гевондян и А.П. Грецов были награждены премией Совета Министров СССР, а в 1983 году И.И. Фандеев был награждён Государственной премией СССР.
В 2014—2015 годах выполнен первый этап реконструкции Островного моста (ремонт мостов через Даугаву, протоки Маза-Даугава (Малая Даугава) и Биекенгравис).
Окончание второго этапа реконструкции запланировано на 2019 год.

## Конструкция
Мост через Даугаву железобетонный балочно-неразрезной. Пролётное строение коробчатого сечения с параллельными поясами, внутри балки предусмотрены тоннели для коммунальных инженерных сетей. Основание опор свайное, из буронабивных свай диаметром 1,5 м длиной 30 м. Тело опор монолитное, в нижней части представляет собой единый массив, в верхней — 2 наклонных столба. Поверхность опор облицована гранитом.
Общая длина мостового перехода составляет 3,5 км (1795 м над рекой). Общая ширина моста 25 м, ширина проезжей части — 24 м, разделительной полосы 0,7 м. Тротуары шириной 3,75 м расположены на нижнем ярусе.
Мост предназначен для движения автотранспорта и пешеходов. Проезжая часть включает в себя 6 полос для движения автотранспорта. Покрытие проезжей части и тротуаров — асфальтобетон.